# Dřetiny
Dřetiny jsou osada v Jihočeském kraji v okrese Strakonice, součást obce Štěchovice. Leží v Šumavském podhůří na úpatí vrchu Boží kameny (621 m n. m.), 3 km jihovýchodně od vlastích Štěchovic. 
V osadě pramení Sloučínský potok (přítok Novosedelského potoka zvaného také Kolčava).